# Guy Penaud
Pour les articles homonymes, voir Penaud.
Guy Penaud, né le 6 février 1943 à Pau (Pyrénées-Atlantiques), est un policier, écrivain et historien amateur français.

## Biographie
Né le 6 février 1943 à Pau (département des Basses-Pyrénées devenu Pyrénées-Atlantiques en 1969) d'un père périgourdin et d'une mère alsacienne, Guy Penaud fait ses études au collège Saint-Étienne et au lycée Kléber de Strasbourg. Il sert comme parachutiste de choc à Perpignan et à Calvi, avant de faire carrière au sein de la Police nationale,.
Il commence comme gardien de la paix en septembre 1964. Entre janvier 1965 et avril 1970, il est affecté à la Compagnie républicaine de sécurité no 22 à Périgueux. Il devient, par la suite, officier de police après être sorti major de sa promotion. Il est inspecteur en 1970, inspecteur principal en 1975, puis inspecteur divisionnaire en 1980 à l'antenne périgourdine du Service régional de police judiciaire de Bordeaux. En septembre 1985, il obtient le grade de commissaire de police et devient chef de la Circonscription de Police Urbaine de Bergerac entre 1987 et 1990. Guy Penaud termine sa carrière policière en février 1998 comme directeur départemental de la Sécurité publique du Lot, à Cahors, après avoir été successivement chef adjoint de cabinet du Préfet, adjoint pour la sécurité en Corse (1990-1991), puis chef de la circonscription de Sécurité publique de Compiègne (1991-1995),.
Présenté par Jean Secret, il est, depuis 1965, membre de la Société historique et archéologique du Périgord. Il est administrateur puis secrétaire-général de l'institution entre 1984 et 1985. Depuis le 1er juin 2022, il est président de l'Institut Eugène Le Roy.
Il est veuf de Jacqueline Ladoire .

## Œuvre
Guy Penaud est un auteur spécialiste de la Résistance et de l'Occupation.
Certains ouvrages de Penaud ont fait l'objet de critiques ou de réserves, comme ci-dessous.
En 1985, la publication de Histoire de la Résistance en Périgord est critiquée par l'ANACR, qui lui reproche d'avoir minimisé les combats de Sainte-Marie-de-Chignac et de Bars.
En 1986, il publie André Malraux et la Résistance. Son ouvrage est préfacé par Jacques Chaban-Delmas, et il est utilisé pour des ouvrages plus généraux d'auteurs reconnus, comme celui de Jean-Louis Jeannelle, ou celui de Curtis Cate, permettant de combler les lacunes des précédentes biographies. À ce sujet, en 2001, Olivier Todd, dans son propre livre sur Malraux écrit : « En 1986, Guy Penaud avait publié André Malraux et la Résistance, ouvrage qui ébranlait Malraux résistant. La presse appliqua à ce livre la loi du silence, même si Bernard Pivot le montra en fin d’émission. La documentation gênait. Ni historien professionnel, ni membre d’une nomenklatura critique parisienne, l’auteur ne fut pas consulté au moment de la panthéonisation », tout en affirmant plus loin : « L'enquête de Guy Penaud… fondée sur des témoignages accessibles, infirment généralement » la version des faits décrits par Malraux dans ses Antimémoires.
En 2006, il publie L'énigme Seznec, ouvrage se voulant « sans parti pris », mais défavorable aux thèses de la manipulation policière ou de l'innocence de Guillaume Seznec dans le meurtre dont il a été reconnu coupable en 1924.
Par ailleurs, certains de ses ouvrages ont fait l'objet de recensions favorables, comme mentionné ci-après au regard des ouvrages publiés.[réf. nécessaire]

## Publications
- Périgueux à la Belle Époque (en collaboration avec Jacqueline Penaud), Éditions Sodim, Bruxelles (Belgique), 1975
- Bergerac en cartes postales anciennes (en collaboration avec Jacqueline Penaud), Éditions Européennes, Zaltbommel (Hollande), 1976
- Catalogue de l'Exposition « Périgueux à la Belle Époque » (en collaboration avec Jacqueline Penaud, préface d'Yves Guéna), Musée d'Art et d'Archéologie du Périgord, 1979
- Cent portraits périgourdins (en collaboration), Éditions Pierre Fanlac, Périgueux, 1980
- Histoire de Périgueux  (préface d'Yves Guéna), Éditions Pierre Fanlac, Périgueux, 1983  (ISBN 286577046X)
- Histoire de la Résistance en Périgord (préface de Bernard Bioulac), Éditions Pierre Fanlac, Périgueux, 1985  (ISBN 2865770729)
- Moi, Noé Chabot, Curé-bistrot d'Henri Brives et de François Perroy, Éditions Copédit, 1986 (préface)
- André Malraux et la Résistance (préface de Jacques Chaban-Delmas), Éditions Pierre Fanlac, Périgueux, 1986  (ISBN 2865771075)
- Histoire de la franc-maçonnerie en Périgord, Éditions Pierre Fanlac, Périgueux, 1989  (ISBN 2865771393)
- Chroniques secrètes de la Résistance dans le Sud-Ouest, Éditions Sud Ouest, Bordeaux, 1993  (ISBN 2879011272)
- Dictionnaire des châteaux du Périgord, Éditions Sud Ouest, Bordeaux, 1996  (ISBN 287901221X)
- Dictionnaire biographique du Périgord (préface de Bernard Cazeau), Éditions Pierre Fanlac, Périgueux, 1999  (ISBN 2865772144)
- Château de Chabans, Éditions de La Lauze, Périgueux, 2001
- Les milliards du train de Neuvic, Éditions Pierre Fanlac, Périgueux, 2001[12],[13],[14] (ISBN 2865772187)
- Les Troubadours périgordins (préface de Gérard Fayolle, illustrations de Marcel Pajot), Éditions de La Lauze, Périgueux, 2001  (ISBN 2912032261)
- Le Triple crime du château d'Escoire, Éditions de La Lauze, Périgueux, 2002  (ISBN 2912032326)
- Le G.M.R. du Périgord : [les forces de l'ordre sous Vichy] de Sylvain Le Bail, Le Chêne Vert, 2003 (préface)
- Le Grand Livre de Périgueux (préfaces de Xavier Darcos et de Jean-Paul Daudou, illustrations de Nidos), Éditions de La Lauze, Périgueux, 2003  (ISBN 2912032504)
- Les crimes de la division « Brehmer »  (préface de Roger Ranoux), Éditions de La Lauze, Périgueux, 2004  (ISBN 2912032652)
- Visiter le château de Chabans et ses jardins, Éditions Sud Ouest, Bordeaux, 2004  (ISBN 2879015839)
- La cuisine rustique au temps de Jacquou le Croquant, (en collaboration avec José Correa), Éditions de La Lauze, Périgueux, 2004  (ISBN 2912032725)
- La « Das Reich », 2e SS Panzer Division (préface d'Yves Guéna, introduction de Roger Ranoux), Éditions de La Lauze, Périgueux, 2005  (ISBN 2912032768)
- Les Grandes affaires criminelles du Périgord (en collaboration avec Patrick Salinié), Éditions de La Lauze, Périgueux, 2005  (ISBN 9782912032874)
- L'esprit des pierres - Châteaux en Périgord (en collaboration avec José Correa et Michel Testut), Éditions de La Lauze, Périgueux, 2005  (ISBN 2912032903)
- L'énigme Seznec, Éditions de La Lauze, Périgueux, 2006  (ISBN 235249009X)
- La cuisine gourmande du Périgord (par Fulbert-Dumonteil) (dessins de José Correa), Éditions de La Lauze, Périgueux, 2006  (ISBN 2352490073)
- Le Roy à Hautefort (en collaboration avec José Correa), Éditions de La Lauze, Périgueux, 2007  (ISBN 9782352490203)
- Eugène Le Roy - Études critiques sur le Christianisme (en collaboration avec Jean Page et Richard Bordes), Éditions de La Lauze, Périgueux, 2007  (ISBN 9782352490159)
- Le Tour de France de Lawrence d'Arabie, Éditions de La Lauze, Périgueux, mars 2008  (ISBN 9782352490241)
- Le Périgord des mets et des mots (en collaboration avec José Correa), Éditions de La Lauze, octobre 2008  (ISBN 9782352490326)
- Histoire des diocèses du Périgord et des évêques de Périgueux et Sarlat, Éditions Impressions, 2010  (ISBN 9782917494134)
- Histoire secrète de la Résistance dans le Sud-Ouest, Éditions Sud Ouest, Bordeaux, 2011  (ISBN 9782817700991)
- L'Inspecteur Pierre Bonny - Le policier déchu de la "gestapo française" du 93, rue Lauriston[15], Éditions L'Harmattan, 2011  (ISBN 9782296551084)
- Mémorial des déportés du Périgord, Éditions de La Lauze, 2011,  (ISBN 9782352490395)
- De Gaulle - Pétain L'affrontement du printemps 1940, Éditions L'Harmattan, février 2012  (ISBN 978229656829-7)
- Yves Guéna - Le parcours d'un gaulliste historique, Éditions Sud Ouest, septembre 2012  (ISBN 9782817702353) (Prix spécial 2012 de l'Académie nationale des Sciences, Belles-Lettres et Arts de Bordeaux)
- Histoire de la Résistance en Périgord, Éditions Sud Ouest, février 2013  (ISBN 978-2-8177-0218-6)
- Petite Histoire - Périgord, Geste éditions, mars 2013  (ISBN 9 782367 460598)
- Dictionnaire des députés de la Dordogne de 1789 à nos jours, Éditions L'Harmattan, juillet 2013  (ISBN 978 2 343 01442 5)
- Petite Histoire - Périgueux, Geste éditions, septembre 2013  (ISBN 978 2 367 46098 7)
- Oradour-sur-Glane - Un jour de juin 1944 en enfer[16], Geste éditions, mars 2014  (ISBN 2 36746 171 6)
- L'Eau qui pleure - Un Amour en Périgord sous l'occupation (roman), Geste éditions, mai 2014  (ISBN 978-2-36746-151-9)
- Pour en finir avec l'Affaire Robert Boulin, Éditions L'Harmattan, décembre 2014  (ISBN 978-2-343 04880 2)
- Dictionnaire des Sénateurs de la Dordogne, Éditions L'Harmattan, juillet 2015  (ISBN 978-2-3363 87529)
- Talleyrand ou le génie dialectique, de Jean-Jacques Dallemand (préface), IFIE Éditions, janvier 2016  (ISBN 978-2-916265-22-3)
- Philippe Maine (1830-1893). L'étonnante saga du Périgourdin, héros de Camerone[17], IFIE Éditions, juin 2016  (ISBN 978-2-916265-24-7)
- Le Périgord illustré de Michel Négrier (illustrations de Michel Négrier), Édition : Art et Trésors du Périgord, décembre 2016  (ISBN 978-2-9559276-0-1)
- Mich (1881-1923), un grand illustrateur périgourdin méconnu, dans "Figures du Périgord", Éditions IFIE, février 2017  (ISBN 978-2-916265-26-1)
- L'Itinéraire merveilleux d'une "Enfant de Marie" : Sainte Bernadette Soubirous[18], Éditions Édilivre, juillet 2017  (ISBN 978-2-414096-16-9)
- Moi, le prince des faussaires en Périgord, Éditions La Geste, septembre 2017  (ISBN 2367468974)
- Répertoire des loges maçonniques en Périgord 1747-1945, dans "Francs-maçons en Périgord", Guillemets, octobre 2017  (ISBN 978-2-9543441-8-8)
- La reconstruction du kiosque et l'acte de résistance du dimanche 14 juillet 1942, dans "Le Kiosque à musique de Périgueux", Éditions Cobaty, Périgueux, janvier 2019  (ISBN 979-10-699-3155-8)
- Les Aveux spontanés d'un commissaire devenu historien, Éditions Édilivre, février 2019  (ISBN 978-24-143-2405-7)
- Les officiers des services secrets anglais face à la police de Vichy en Périgord[19], Éditions La Geste, septembre 2019  (ISBN 979-10-353-0487-4)
- Le Maudit mois de juin 1943 de Jean Moulin, Éditions Édilivre, 28 août 2020[20]  (ISBN 978-24-144-8741-7)
- Moi, Lawrence d'Arabie à la recherche de Richard Cœur de Lion en France, Éditions Les Livres de l'Îlot, avril 2022  (ISBN 979-10-92474-57-2)
- Le tueur de la pleine lune de Bergerac - L'affaire Francis Leroy, Éditions Les Livres de l'Îlot, septembre 2022  (ISBN 979-10-92474-64-0)
- Les évidences de l'affaire Omar Raddad, Éditions Edilivre, avril 2023  (ISBN 978-24-14603-16-9)
- Joséphine Baker - La Résistance en chantant, Éditions Les Livres de l'Îlot, avril 2023  (ISBN 979-10-92474-73-2)
- Le misérable petit tas de secrets d'un père, Éditions Le Lys Bleu, juin 2023  (ISBN 979-10-37793-66-9)
- Églises et chapelles en Périgord, Éditions La Geste, octobre 2023  (ISBN 979-10-353-2213-7)
- La rafle du 10 mai 1944 à Périgueux, G.A.P., juillet 2024  (ISBN 979-10-415-5082-1)
- Histoire des communes du Périgord, Éditions Les Livres de l'Îlot, septembre 2024  (ISBN 979-10-92474-82-4)
- Pour en finir avec l'affaire Christian Ranucci - Le Couteau rouge de sang, GAP, janvier 2025  (ISBN 978-2-9598178-0-9)
- Tempêtes de neige sanglantes en Périgord, Les Livres de l'Îlot,  mars 2025  (ISBN 979-10-92474-96-1)
- Hautefort vu en 1908 par Lawrence d'Arable, préface de Thomas McDonald, Hautefort, Notre Patrimoine, mai 2025  (ISBN 978-2-9586779-1-6)

## Distinctions

### Décorations
- Chevalier de la Légion d'honneur (décret du 31 décembre 2005[21],[22])
- Chevalier de l'ordre des Arts et des Lettres (remise de l'ordre le 8 janvier 2003 par Pierre Pommarède, président de la SHAP[22],[3],[23])
- Médaille d'honneur de la Police nationale (arrêté du 9 décembre 1983 du Ministre de l'Intérieur et de la Décentralisation[24])

### Prix littéraires
- 1984 : prix Jean Secret du comité départemental du tourisme de la Dordogne[24]
- 2007 : prix d'aide à l'édition de l'Institut Eugène-Le-Roy[25]
- 2012 : prix spécial de l'Académie nationale des sciences, belles-lettres et arts de Bordeaux (remis le 20 décembre 2012)